# Cantonul Sauzé-Vaussais
Cantonul Sauzé-Vaussais este un canton din arondismentul Niort, departamentul Deux-Sèvres, regiunea Poitou-Charentes, Franța.

## Comune
| Comune                | Populație (1999) | Cod poștal | Cod INSEE |
| --------------------- | ---------------- | ---------- | --------- |
| Les Alleuds           | 292              | 79190      | 79006     |
| Caunay                | 165              | 79190      | 79060     |
| La Chapelle-Pouilloux | 197              | 79190      | 79074     |
| Clussais-la-Pommeraie | 607              | 79190      | 79095     |
| Limalonges            | 872              | 79190      | 79150     |
| Lorigné               | 285              | 79190      | 79152     |
| Mairé-Levescault      | 568              | 79190      | 79163     |
| Melleran              | 513              | 79190      | 79175     |
| Montalembert          | 278              | 79190      | 79180     |
| Pers                  | 74               | 79190      | 79205     |
| Pliboux               | 198              | 79190      | 79212     |
| Sauzé-Vaussais        | 1.632            | 79190      | 79307     |